# 독일 사회민주당
독일 사회민주당(독일어: Sozialdemokratische Partei Deutschlands 조치알데모크라티셰 파르타이 도이칠란츠[*], SPD)은 중도좌파 성향을 띠는 독일의 사회민주주의 정당이다. 국제적으로는 진보동맹에 가입되어 있으며, 사회주의 인터내셔널의 창립 멤버였지만 반민주적 정당 가입에 대한 반발로 회비 납부를 거부하다가 탈퇴했다. 일반적으로 독일 언론 등에서 빨강은 사회민주당을 상징한다.
1950년대까지는 기존의 마르크스주의 노선을 유지하였으나, 강력한 반공주의자였던 콘라트 아데나우어가 총리로 선출되어 독일의 반공주의인 면을 키워 독일 공산당을 강제로 해산시키자 노선을 수정하여 마르크스주의 노선을 포기하였다. 이후 1998년 당내 우파였던 게르하르트 슈뢰더가 대표로 선출됨으로써 사민당은 노선을 사회민주주의에서 사회자유주의, 제 3의 길로 수정했다. 그러나 2017년 독일 총선을 앞두고 사민당은 다시 당내 좌파인 마르틴 슐츠를 대표로 선출해 좌경화하려는 모습을 보였다.
1875년에 정식 창당된 사민당은 독일의 현존하는 정당 중 가장 오래되었으며, 프랑스 사회당, 영국 노동당, 이탈리아 민주당, 스페인 사회노동당 등과 함께 유럽 사회민주주의 정당의 주도적 역할을 담당하고 있으며 중도 우파 정당인 독일 기독교 민주연합과 함께 독일의 양대 정당으로 자리 잡고 있다. 현재 사민당은 2017년 독일 연방의회 선거에서 153석을 확보해 제2당 위치에 있다. 사민당은 종전 후 빌리 브란트, 헬무트 슈미트, 게르하르트 슈뢰더를 총리로 배출하였다.
사민당은 도시공업지대가 주요 지지 지역이며 특히 브레멘과 함부르크 등에서 강세를 보이나 바이에른주에서는 기민련의 자매 정당인 바이에른 기독교 사회연합에 크게 못 미치는 지지를 얻고 있으며 구 동독 지역에서도 사민당은 현재 기민련과 독일을 위한 대안, 좌파당에 밀려 4위 정도의 득표를 나타내고 있다. 이에 대해선 사민당은 과거 분단국가 시절부터 반공주의적 색채가 가미되어 여타 유럽의 좌파 정당들보다는 상대적으로 우파적인 색채를 띠고 있기 때문이라고 여겨진다.
2017년 독일 총선에서 독일의 제러미 코빈이라 불리는 마르틴 슐츠를 앞세워 지지율을 잠깐 올렸지만, 슐츠 효과가 끝남에 따라 실제 총선 결과는 20%대로 나왔다. 이는 독일 사민당의 전후 최악의 성적이었으며, 이후 슐츠와 비슷한 성향의 날레스를 당 대표로 선출하였음에도 사민당의 지지율은 계속 떨어지는 중이다.

## 당의 구성

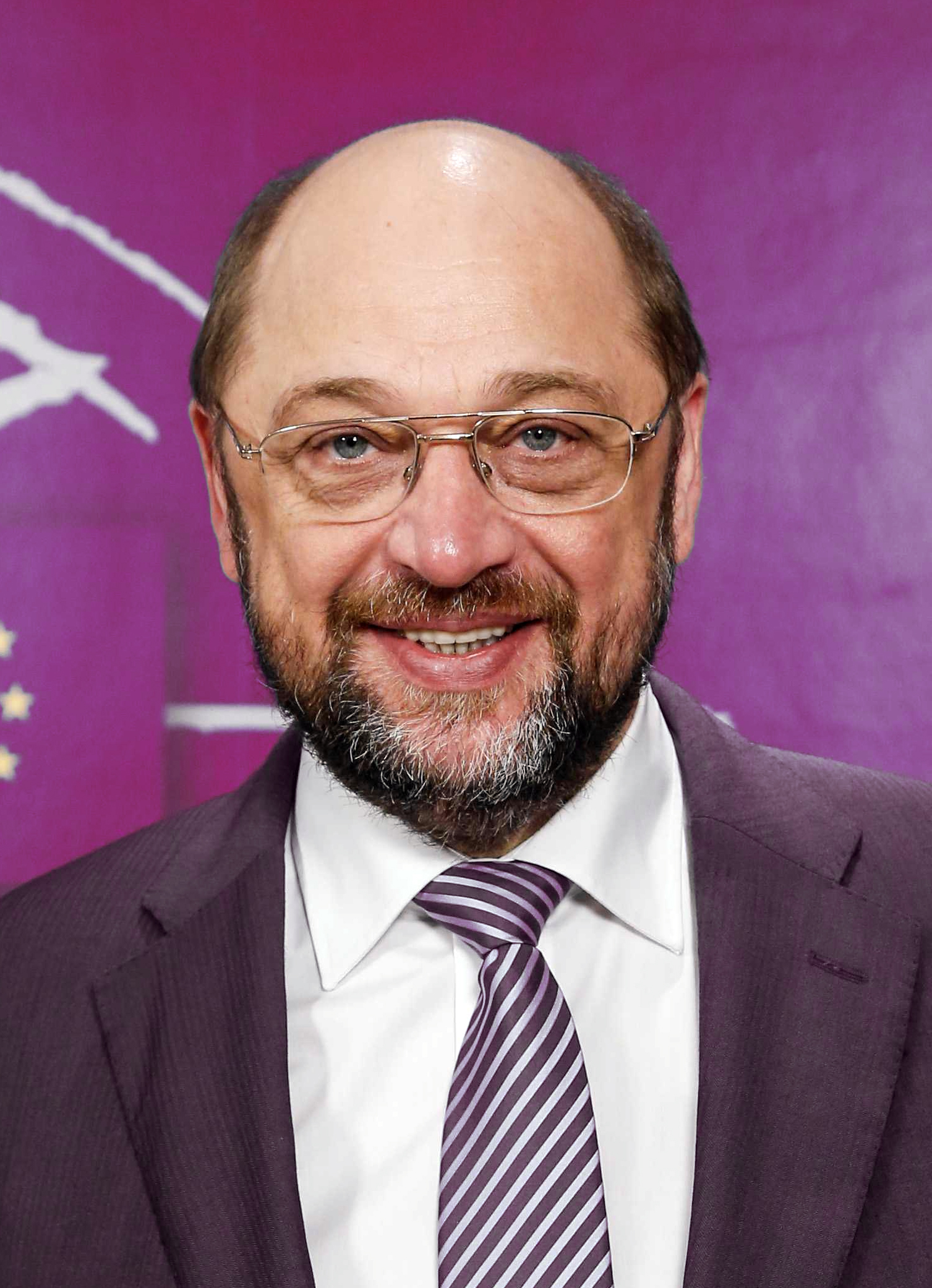
2017년 사회민주당의 총리 후보이자 의장으로 선출된 마르틴 슐츠.

독일 사회민주당은 미국 민주당과는 달리, 매달 일정금액의 당비를 내는 진성당원들이 운영하는 정통 유럽식 정당 운영체계를 갖추고 있으며, 대한민국 민주노동당의 운영방식의 모델로서의 영향을 주었다. 정의당, 노동당, 녹색당도 이 당처럼 매달 일정금액의 당비를 자동이체로 납부하는 당원들에 의해 운영되는데, 정의당, 녹색당, 노동당의 당원들은 매달 당비를 내는 의무가 주어지는 대신, 지역공동체에서 일할 공직후보자와 지역당원협의회 간부를 선출할 수 있는 의결권을 행사할 수 있다.
현재 약 60만명의 진성당원들은 각 지역마다 의결권을 가지고 지역의 일꾼들을 지역전당대회에서 직접 선출하며, 여기서 선출된 대의원들은 연방(전국)전당대회에서 기초당원들의 의견을 전달하고 정당의 의장 선출 및 당의 강령과 핵심정책 등의 결정에 찬반의사를 표시한다.
또한, 독일 사민당의 주요 정치인들은 전통적으로 산업별 노동조합의 지도자도 겸하는데, 주요 지지층인 중산층 및 서민 노동자들과의 긴밀한 연대를 위한 조치이다. 일례로 23년동안 최장수 의장을 역임한 빌리 브란트 제4대 독일연방공화국 총리의 경우, 제지 및 언론노조 위원장을 겸직하였다.
당의장 안드레아 날레스(2017-)와 아울러, 전당대회에서 선출된 상임중앙위원들이 현재 당을 이끌고 있다.
이 당에는 흑적금 국기단과 같은 준군사조직, 청년조직, 학생조직이 존재하며, 여성조직으로는 사회민주여성동맹이 있다.

## 당의 정책
경제적으로는 사회민주적 시장경제를 지향하며, 정치적으로는 사회민주주의를 지향한다. 게르하르트 슈뢰더 총리 시기에는 토니 블레어 시기의 영국 노동당과 마찬가지로 제3의 길을 지향한 적도 있다.

## 내부 정파
사회민주당 내의 정파는 크게 케인스주의를 추구하는 당원(이하 당 내 좌파)과 제3의 길을 추구하는 당원(이하 당 내 우파)으로 나뉜다. 당 내 우파는 어젠다 2010을 강력히 지지하지만, 당 내 좌파는 고전적인 좌파 정책과 복지 국가 체제를 유지하기를 주장한다. 당 내 좌파는 최근 몇 년간 어젠다 2010을 바탕으로 시행된 경제적 자유주의 입장을 대변하는 개혁 프로그램을 통해 복지 국가가 축소되었으며 당 내 우파가 이를 지지한다고 비판했다. 2003년도에 발표된 어젠다 2010의 반작용으로, 2005년에 당 내부에서 탈당 운동이 있었다. 탈당파는 노동과 사회정의를 위한 선거 대안이라는 이름으로 사회민주당을 탈당하여 2007년도에 좌파당에 참여했다.

## 사회민주당의 역사

### 공화국 이전 (1863-1918)

#### 독일 사회민주노동당
사회민주당은 1863년 5월 23일 페르디난트 라살이 라이프치히에서 만든 전 독일 노동자 협회와 아우구스트 베벨과 빌헬름 리프크네히트의 주도로 1869년 8월 아이젠나흐에서 만들어진 독일 사회민주노동당에 그 뿌리를 두고 있다. 두 조직은 "독일 문제"에 대한 의견차이로 갈라졌었다. 라살레주의자들은 소독일주의를 아이젠아흐 쪽은 대독일주의를 주장했다. 그러나 독일제국이 성립되면서 그 차이는 의미가 없어지게 되고 1875년 5월 고타에서 합동 대회를 열어 독일 사회주의 노동자당으로 통합하게 된다.

#### 당명의 개정
독일 제2제국 시기 독일 사민당은 독일제국의 내외 정책에 대해 아주 비판적 입장을 견지한다. 1878년 비스마르크의 제국의회에서 "사회주의자 탄압법"이 제정되면서 12년간 어려움을 겪었으나, 독일에서 사회주의 정당의 집회를 가지지 못하게 하면 다른 나라에서 갖는 등 지혜를 발휘하여 극복하였다.
사회주의자 탄압법이 폐지되는 1890년 독일 사회민주당 (독일어: Sozialdemokratische Partei Deutschlands)으로 당명을 개정하였으며 마르크스주의를 공식적으로 지향하였다.

#### 이념의 변화
초기 사민당은 노동조합과 가까웠으며 19세기 유럽의 사회주의 또는 사회 민주주의당과 비슷하게 이념적으로 혁명적 마르크스주의를 지향했다. 19세기말과 20세기 초 영국 사회주의 운동의 영향을 받은 베른슈타인에 의해 수정주의이론이 제기된다. 민주적 선거를 통해 정권을 획득하여 사회주의로 사회를 변화시킨다는 것이 주요 내용인 수정주의는 제1차 세계 대전이 끝난 후에야 받아 들여지게 된다. 그러나, 실제로 당은 정식으로 채택하기 이전부터 베른슈타인의 수정주의를 곳곳에 받아들이고 있었다.

#### 제1차 세계대전
제1차 세계 대전이 발발하자 전시 공채 발행 문제로 독일 사회민주당은 심각한 내분을 겪게 된다. 대부분의 당원 및 의원들이 전시 공채 발행에 찬성표를 던졌고, 소수 세력들이 이에 반발했던 것이다. 결국 이 두 세력 간의 갈등의 골은 깊어져 한동안 두 개의 당으로 분열되기도 했다. 찬성표를 던진 다수파 세력들은 다수파 사회민주당이라 불렸으며, 소수파는 독일 독립사회민주당이라는 당을 창설했다. 후자는 로자 룩셈부르크와 카를 리프크네히트 등이 주요 지도자였다. 그러나 독립사회민주당은 그들보다 더 급진적 좌파인 독일 공산당(KPD)과 다수파 사회민주당 사이에서 모호한 위치를 차지하게 되어 결국 다수파 사회민주당과 다시 통합하게 된다.

### 바이마르 공화국(1918-1933)
11월 혁명의 결과로 사민당의 전통적인 요구사항들인 여성의 선거권, 비례대표제, 사회·정치의 개혁, 1일 8시간 노동제 그리고 민주공화제가 수용되었다. 사민당은 바이마르 공화국 출범과 더불어 공화제를 지지하는 다른 정당과 같이 정권을 유지하면서 바이마르 공화국 헌법의 운영 방식을 확립하였다. 그러나 지도층은 점점 비대화-관료화된 당 조직의 파괴를 우려하고 신선한 추진력을 가져올 대담한 행동을 주저하여 사민당의 행동에는 조직의 현상 유지를 자기 목적으로 한 소극성과 정치적 근시안이 지배하였다. 이것은 선전 기술의 경직화 속에도 나타나 자기의 전통적 기반을 유지할 뿐으로 청년 노동자, 실업자, 중간층 등의 표가 나치나 공산당에게로 대량 흡수되어 가는 것을 방지하지 못하였다. 다만 오랜 전통을 가진 강력한 당 조직과 노동조합과의 친밀한 관계로 인해서 바이마르 공화국 말기에 반체제 정당의 출현에 직면하여서도 그 기반까지 침식되지는 않았다.

### 나치독재정권 시절 (1933-1945)
1933년 3월 23일 제국의회에서 사민당은 나치에 의해 구속 및 탄압을 받는 중에서도 히틀러의 수권법에 반대하였고 당수 오토 벨스는 의회 내 공포분위기 속에서도 유일하게 반대 연설을 하였다. 하지만 6월 22일에 사민당은 모든 활동이 전면적으로 금지되어 조직을 분쇄당하고 당원들은 추적·감금을 당했다. 이에 저항하는 지도부들은 5월부터 해외에서 반나치운동을 전개하고, 독일 내에서의 지하항거운동을 돕기 위하여 망명길을 떠났다. 이들 망명 사회민주주의자들은 중요거점을 초창기에는 프라하에, 1938년부터는 파리에, 그리고 2차대전중에는 런던에 본부를 두고 활동하였다. 히틀러의 강도 높은 탄압에도 불구하고 수많은 사민당의 지도자들은 국내외에서 히틀러 폭정의 종식과 민주주의 독일의 재건을 위하여 지속적으로 투쟁하였다.

### 고데스베르크 강령전후 국민정당으로의 도약 (1945~1969)
2차 대전 직후, 바이마르 공화국 시기 국회의원이었던 쿠르트 슈마허는 하노버에 본부를 둔 사민당을 재창당하였다. 한편 오토 그로테볼은 베를린에서 사민당 중앙위원회를 재건하고, 공산당과의 합당을 주장하였다. 반공주의적 성향을 지니고 있던 슈마허는 이에 반발하여 당 대회를 개최, 중앙위원회의 활동 범위를 소련 점령지역에 한정시키는데 성공하였다. 결국 동독지역내의 사민당은 공산당과 합당하여 독일 통일사회당을 창당하고 그에 반대한 당원들을 숙청하게 된다. 한편 슈마허가 중심이 된 사민당은 서독 전 지역에서 큰 지지를 얻었으나, 49년 총선에서 29%의 득표율로 야당이 된다. 이후 독일의 초대 총리인 콘라드 아데나워의 지도 하에 '라인강의 기적'이라 불리는 경제 성장과 국제무대에서의 외교적 성공을 이끌어낸 기민당에 비해, 마르크스 사상이 잔류해 있던 사민당은 성공적인 경제 성장 속에서 국민들의 반감을 얻게 되고 오랜기간 야당의 위치에서 벗어나는데 실패하였다. 이처럼 계속되는 총선에서의 패배에서 벗어나기 위해 사민당은 50년대 후반 이후 노동계급의 정당에서 좌파적 국민정당으로의 변모를 꾀하였다. 1959년 바드 고데스베르크에서 열린 비상전당대회에서는 마르크스 사상을 내포하였던 하이델베르크 강령을 폐기하고 '법치국가', '사회적 시장경제', '인간의 자유로운 발전'을 주 내용으로 하는 고데스베르크 강령을 천명한다. 이후 사민당은 기존 아데나워의 시장경제체제, 서구에의 편입정책을 찬성하는 쪽으로 노선을 변경하였다. 63년 당수로 선출된 빌리 브란트는 진보적인 정책들을 펼쳐나가며 당의 지지율을 끌어올렸고, 이를 바탕으로 66년 총선에서 사민당은 오랜 야당생활에서 벗어나 기민/기사당과 대연정을 구성, 9개의 장관직을 맡으며 정권에 참여하였다. 대연정 시기에는 사민당이 주도한 경제정책 등이 성공을 거두었고, 이를 바탕으로 69년 총선에서 42.7%의 득표율을 획득한 사민당은 독일 자유민주당과 연정을 통해 정권을 구성하게 되었다.

### 브란트-슈미트정부: 중흥기 (1969~1982)
1969년부터 1982년까지의 13년의 집권 기간 동안 사민당은 공산주의를 추구하는 극좌파 무장단체인 적군파에 의한 70년의 위기상황 극복, 사회보장제도 확장, 장기간에 걸친 국제경제의 침체 속에서의 경제안정 유지, 2차 대전 이후 악화된 동구권 국가들과의 관계 개선을 위한 동방정책, 72년 동독과 체결한 동서독 기본조약 등 수많은 성공을 이루어 내었다. 74년에는 귄터 기욤의 스파이 사건으로 브란트 총리가 사임하고, 주요 장관직을 역임한 헬무트 슈미트가 총리직을 이어받게 된다. 오랜 기간 유지된 정권은 70년대 말부터 지지율이 하락하기 시작하였고, 80년 연방의회선거 이후에는 당내 갈등이 심화되었다. 결국 82년, 사민당과 경제 정책 부분 등에서 갈등을 겪고 있던 자유민주당이 그들의 연정파트너를 기민/기사당으로 바꾸면서 13년간의 사민당 집권시기가 막을 내리게 되었다.

### 독일 통일전후의 암흑기 (1982~1998)
빌리 브란트가 당수직을 유지하였으나, 실권은 경제부와 국방부 장관을 역임한 헬무트 슈미트가 수상직을 맡으면서 가지게 된다. 그러나 사민당은 그 후 16년간 야당에 머무르고, 연방 수상에 도전하나 계속 실패한다. 1998년 마침내 연방의회 선거에서 니더작센의 총리 게르하르트 슈뢰더가 연방 수상 후보가 되고, 이 선거에서 사민당은 40.9%의 득표를 하며 녹색당과의 연정에 성공한다.

### 슈뢰더정부와제3의 길: 도약기 (1998~2017)
슈뢰더 총리의 독일 사민당 개혁 우파는 신중도 노선을 표명하는데, 이는 영국 노동당이 추구하는 제 3의 길과 매우 유사하다. 이는 신자유주의와 케인즈주의를 모두 거부하는, 중도 급진개혁을 추진해서 심각한 사회 경제를 없애는 것을 목표로 한다. 기존 연정을 계속 실패했던 사민당이 기존 전통주의자들이 추구한 케인즈적 총괄조정을 포기하겠다는 건데, 이는 전통주의자들의 반발을 사서 내부적인 갈등을 초래했다. 총리인 슈뢰더는 과거 라퐁텐을 중심으로 한 전통주의자들과 대응해서, 좌우 이데올로기의 종말과 새로운 시대에 적응하는 당의 현대성을 강조했다. 슈뢰더는 2005년까지 집권하고 이 기간에 사민당은 녹색당과 연정을 했다. 슈뢰더는 이 기간 아젠더 2010이라는 다소 논란이 있는 노동시장 개혁을 시도했다. 2005년에 있었던 조기선거에서 흑적 연립정부를 통해 부수상을 배출했다. 2009년에는 23%의 득표를 얻으며 야당 및 연정에 실패했으나, 최근 메르켈과의 연정을 위한 논의가 계속되고 있다. (2013년 11월 기준)

### 메르켈과의 4차 대연정: 몰락기 (2017~2021)
2017년 독일 연방의회 선거에서 사회민주당은 기민당과 연정하지 않겠다는 발언에도 불구하고 전체 득표율 20.5%, 153석으로 1933년 3월 독일 국가의회 선거 이후 최악의 성적을 냈다. 심지어 당 내 좌파이자 유럽의회에서 좌파를 이끌었던 마르틴 슐츠를 내세웠음에도 이정도 결과가 나오자 사회민주당 당직자들은 충격에 빠졌다. 그러나 극우정당인 독일을 위한 대안의 약진으로 인해 메르켈이 연정 구성에 난항을 겪자 입장을 뒤집고 메르켈과 연정했다. 이후 또다른 당 내 좌파 안드레아 날레스를 당 대표로 내세웠으나 지지율은 계속 폭락하였고 2018년 8월에는 독일을 위한 대안과 동맹 90/녹색당에도 밀리는 4위를 기록했다. 결국 2018년 바이에른 주의회 선거에서 5위를 하는 참패를 당하고 얼마 뒤의 헤센주 의회에서도 녹색당에 밀려 3위를 기록했다. 안드레아 날레스는 당 자체에는 문제가 없을것이고 2019년 EU 의회 선거에서의 승리를 장담했으나, 2018년 10월에는 22%의 지지율을 기록한 녹색당에 비해 14%의 지지율로 15%의 독일을 위한 대안보다도 지지율이 뒤지고 있었다. 결국 2019년 4월의 EU 의회 선거에서 독일 녹색당은 15.8% 득표율을 기록해 전체 3위, 1887년 독일 국가의회 선거(심지어 당시에는 사민당이 지하조직이었음)때 이후 132년만의 대참패를 겪었다. 안드레아 날레스는 심각성을 인정하고 대표직을 사퇴했으나 지지율은 끝없이 추락해, 2019년 6월에는 27%의 지지율을 얻어 1위를 기록한 독일 녹색당에 비해 12% 지지율로 약 15%p 격차로 뒤졌다.
2019년 사민당 전당대회에서 독일 사민당의 새 대표로 노르베르트 발터-보르얀스가 선출되었다.

### 연방의회 제1당 탈환 및올라프 숄츠총리 취임 (2022~2025)
2021년 독일 연방의회 선거를 몇 달 앞두고 사회민주당은 여론조사에서 급격한 지지율 상승을 보여주었으며, 그 기세를 몰아 전체 25.7%의 표를 획득하면서 206석을 차지해 2002년 이래 19년만에 다시 최대 정당의 지위로 올라섰다. 그 후 녹색당, 자유민주당과 연정에 합의하면서 올라프 숄츠 총리가 취임하게 되었다.

### 연방의회연립정부구성 및프리드리히 메르츠총리 취임 (2025~)
2025년 독일 연방의회 선거에서 독일 기독교민주연합의 대표인 프리드리히 메르츠가 승리를 하여 독일 사회민주당과 연립정부를 구성하였다.

## 주요인물

### 제1차 세계대전전의 주요 지도자
- 아우구스트 베벨
- 빌헬름 리프크네히트
- 카를 요한 카우츠키
- 에두아르트 베른슈타인
- 로자 룩셈부르크

### 역대 당수
- 아우구스트 베벨, 파울 징거 1892-1911
- 아우구스트 베벨, 후고 하제 1911-1913
- 프리드리히 에베르트, 후고 하제 1913-1916
- 프리드리히 에베르트 1916-1917
- 프리드리히 에베르트, 필립 샤이데만 1917-1919
- 오토 벨스, 헤르만 뮐러 1919-1922
- 아르투어 크리스피엔, 오토 벨스, 헤르만 뮐러 1922-1928
- 아르투어 크리스피엔, 오토 벨스 1928-1931
- 아르투어 크리스피엔, 오토 벨스, 한스 포겔 1931-1933
- 오토 벨스, 한스 포겔 1933-1939(망명)
- 한스 포겔 1939-1945(망명)
- 쿠르트 슈마허 1946-1952
- 에리히 올렌하워 1952-1963
- 빌리 브란트 1964-1987
- 한스요헨 포겔 1987-1991
- 비외른 엥골름 1991-1993
- 요하네스 라우 1993(권한대행)
- 루돌프 샤르핑 1993-1995
- 오스카르 라퐁텐 1995-1999
- 게르하르트 슈뢰더 1999-2004
- 프란츠 뮌테페링 2004-2005
- 마티아스 플라첵 2005-2006
- 쿠르트 벡 2006-2008
- 프랑크-발터 슈타인마이어 2008(권한대행)
- 프란츠 뮌터페링 2008-2009
- 지크마르 가브리엘 2009-2017
- 마르틴 슐츠 2017-2018
- 안드레아 날레스 2018-2019
- 노르베르트 발터-보르얀스 2019-

### 사회민주당 출신 역대 독일 총리

#### 바이마르 공화국
- 프리드리히 에베르트(1918)
- 필립 샤이데만(1919)
- 구스타프 바우어(1919~1920)
- 헤르만 뮐러(1920, 1928~1930)

#### 독일 연방 공화국
- 빌리 브란트(제4대, 1969~1974)
- 헬무트 슈미트(제5대, 1974~1982)
- 게르하르트 슈뢰더(제7대, 1998~2005)

### 역대 독일 대통령(사회민주당 출신)

#### 바이마르 공화국
- 프리드리히 에베르트(초대, 1919~1925)

#### 독일 연방 공화국
- 구스타프 하이네만(제3대, 1969~1974)
- 요하네스 라우(제8대, 1999~2004)
- 프랑크발터 슈타인마이어(제12대, 2017~ )

### 역대 독일연방공화국 부총리(사회민주당 출신)
- 빌리 브란트(1966~1969, 제1차 좌-우대연정 공동지도자)
- 프란츠 뮌터페링(2005~2007, 제2차 좌-우대연정 공동지도자)
- 프랑크발터 슈타인마이어(2007~2009)
- 지그마어 가브리엘(2013~2018)
- 올라프 숄츠(2018~)

## 역대 선거 결과
| 선거             | 당선자    | 득표율 | 당 대표                   | 집권 여부 |
| ---------------- | --------- | ------ | ------------------------- | --------- |
| 1890년 총선      | 35 / 397  | 19.7%  | 파울 징거 아우구스트 베벨 | 야당      |
| 1893년 총선      | 44 / 397  | 23.3%  | 파울 징거 아우구스트 베벨 | 야당      |
| 1898년 총선      | 56 / 397  | 27.2%  | 파울 징거 아우구스트 베벨 | 야당      |
| 1903년 총선      | 81 / 397  | 31.7%  | 파울 징거 아우구스트 베벨 | 야당      |
| 1907년 총선      | 43 / 397  | 29.0%  | 파울 징거 아우구스트 베벨 | 야당      |
| 1912년 총선      | 110 / 397 | 34.8%  | 아우구스트 베벨           | 야당      |
| 1919년 총선      | 163 / 423 | 37.9%  | 프리드리히 에베르트       | 여당      |
| 1920년 총선      | 103 / 459 | 21.9%  | 헤르만 뮐러 오토 벨스     | 야당      |
| 1924년 5월 총선  | 100 / 472 | 20.5%  | 헤르만 뮐러 오토 벨스     | 야당      |
| 1924년 12월 총선 | 131 / 493 | 26.0%  | 헤르만 뮐러 오토 벨스     | 야당      |
| 1928년 총선      | 153 / 491 | 29.8%  | 헤르만 뮐러 오토 벨스     | 여당      |
| 1930년 총선      | 143 / 577 | 24.5%  | 오토 벨스                 | 야당      |
| 1932년 7월 총선  | 133 / 608 | 21.6%  | 오토 벨스                 | 야당      |
| 1932년 11월 총선 | 121 / 584 | 20.4%  | 오토 벨스                 | 야당      |
| 1933년 3월 총선  | 120 / 647 | 18.3%  | 오토 벨스                 | 야당      |
| 1949년 총선      | 131 / 402 | 29.2%  | 쿠르트 슈마허             | 야당      |
| 1953년 총선      | 162 / 509 | 28.8%  | 에리히 올렌하우어         | 야당      |
| 1957년 총선      | 181 / 519 | 31.8%  | 에리히 올렌하우어         | 야당      |
| 1961년 총선      | 203 / 521 | 36.2%  | 빌리 브란트               | 야당      |
| 1965년 총선      | 217 / 518 | 39.3%  | 빌리 브란트               | 야당      |
| 1969년 총선      | 237 / 518 | 42.7%  | 빌리 브란트               | 여당      |
| 1972년 총선      | 242 / 518 | 45.8%  | 빌리 브란트               | 여당      |
| 1976년 총선      | 224 / 518 | 42.6%  | 헬무트 슈미트             | 여당      |
| 1980년 총선      | 228 / 519 | 42.9%  | 헬무트 슈미트             | 여당      |
| 1983년 총선      | 202 / 520 | 38.2%  | 한스요헨 포겔             | 야당      |
| 1987년 총선      | 193 / 519 | 37.0%  | 요하네스 라우             | 야당      |
| 1990년 총선      | 239 / 662 | 33.5%  | 오스카르 라퐁텐           | 야당      |
| 1994년 총선      | 252 / 672 | 36.4%  | 루돌프 샤르핑             | 야당      |
| 1998년 총선      | 298 / 669 | 40.9%  | 게르하르트 슈뢰더         | 여당      |
| 2002년 총선      | 251 / 603 | 38.5%  | 게르하르트 슈뢰더         | 여당      |
| 2005년 총선      | 222 / 614 | 34.2%  | 게르하르트 슈뢰더         | 연립 여당 |
| 2009년 총선      | 146 / 620 | 23.0%  | 프랑크발터 슈타인마이어   | 야당      |
| 2013년 총선      | 193 / 631 | 25.7%  | 페어 슈타인브뤽           | 연립 여당 |
| 2017년 총선      | 153 / 709 | 20.5%  | 마르틴 슐츠               | 연립 여당 |

## 같이 보기
- 동방정책
- 독일의 정당 목록